# Universidade da Amazônia
La Universidade da Amazônia (en español: Universidad de la Amazonia, también conocida por la sigla UNAMA) es una universidad privada brasileña localizada en el estado de Pará. La universidad posee actualmente cuatro campi: tres en la ciudad de Belém  ("Alcindo Cacela", "Quintino Bocaiúva" y "Senador Lemos") y uno en la ciudad de Ananindeua ("Campus BR"). Fundada oficialmente en 1993, la Universidade da Amazônia operó durante años bajo el nombre União das Escolas Superiores do Pará (UNESPA). La UNESPA, por su parte, es resultado de la unión del Centro de Estudos Superiores do Estado do Pará (CESEP) y de las Faculdades Integradas Colégio Moderno (FICOM). La universidad en su formato actual es mantenida por la União de Ensino Superior do Pará (también conocida por la sigla UNESPA).